# Buślary
Buślary (deutsch Buslar) ist ein Dorf in der polnischen Woiwodschaft Westpommern. Es liegt im Powiat Świdwiński und gehört zur Stadt- und Landgemeinde Połczyn-Zdrój (Bad Polzin).

## Geographische Lage
Buślary liegt vier Kilometer nördlich von Połczyn-Zdrój an der verkehrsreichen Woiwodschaftsstraße 163 nach Białogard (Belgard), in die hier die Woiwodschaftsstraße 152 von Świdwin kommend einmündet. Bahnstation ist Połczyn-Zdrój an der Strecke Kostrzyn nad Odrą (Küstrin) – Grzmiąca (Gramenz).

## Geschichte

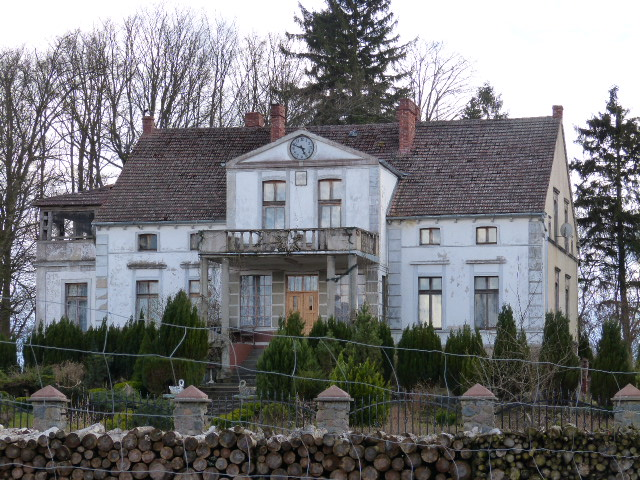
Buślary, ehem. Herrenhaus

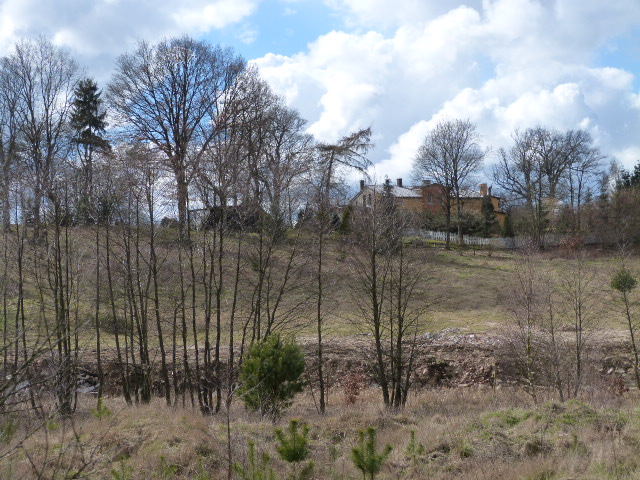
Przyrowo

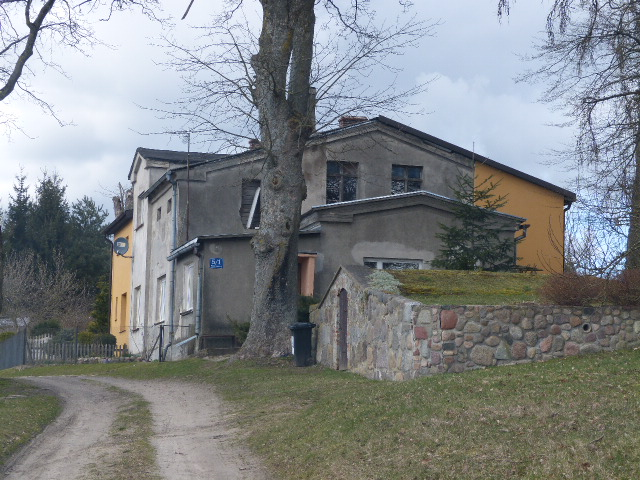
Przyrowo, Vorwerk

Das ehemalige Lehn-Rittergut und Kirchdorf Buslar mit Groß Hammerbach (polnisch: Przyrowo) und Neu Buslar (Buślarki) war ursprünglich hufeisenförmig angelegt. Der Ackerweg umschloss die bebaute Ortslage und könnte auf einen früheren Verteidigungsring hindeuten. 
Das Gut wurde 1930 versteigert und drei neue Bauernhöfe geschaffen. Haupterwerbszweig der Buslarer war natürlich die Landwirtschaft, doch wurde aus den trockengelegenen Wiesen an der Damitz (Dębnica) auch Torf gewonnen, der in den Heilbädern von Bad Polzin wegen seines sehr hohen Mineralgehaltes und großer Heilkraft sehr begehrt war.
Im Jahr 1939 zählte Buslar 375 Einwohner, die in 90 Haushaltungen lebten. Die Gemeindefläche betrug 1423,4 Hektar. 
Bis 1945 lag das Dorf im Landkreis Belgard (Persante) und bildete einen eigenen Amts- und Standesamtsbezirk im Amtsgerichtsbereich Bad Polzin. Letzte deutsche Amtsinhaber waren Bürgermeister Karl Erdmann, Amtsvorsteher Fritz Rakow und Standesbeamter Erdmann. Landjägermeister Kollesch aus Jagertow versah die polizeilichen Aufgaben. 
Anfang März 1945 drangen Truppen der Roten Armee in Buslar ein. Das Dorf kam als Folge des Krieges zu Polen, die ortsansässigen Bewohner wurden vertrieben.

## Kirche

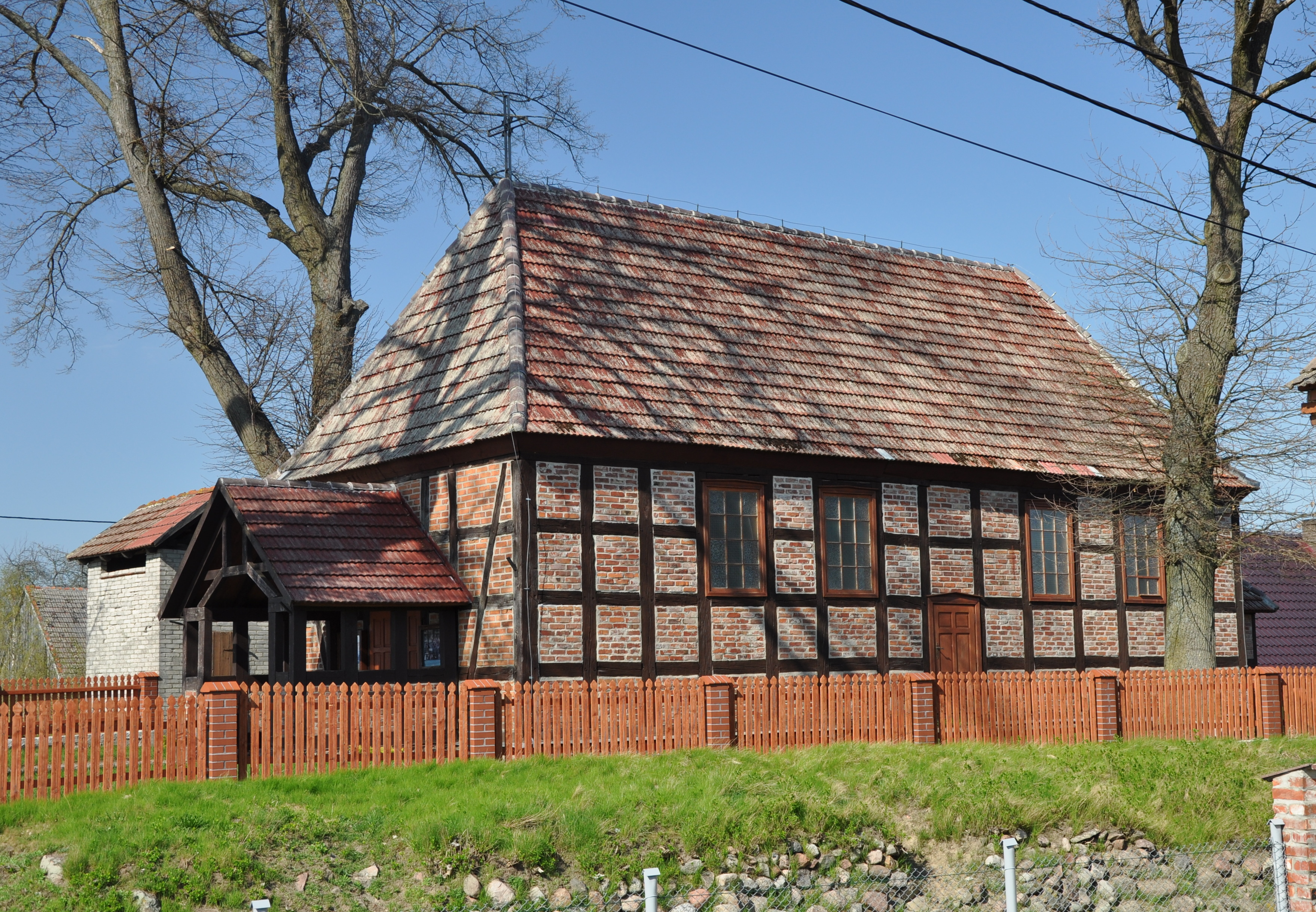
Buślary Dorfkirche

### Kirchengemeinde
Buslar mit Neu Buslar war eine eigene Kirchengemeinde, die zusammen mit der Gemeinde der Marienkirche Bad Polzin und Lutzig das Kirchspiel Bad Polzin bildete. Ab 1. November 1939 wurde Buslar mit seinen 340 Gemeindemitgliedern allerdings dem Pfarramt in Wusterbarth zugeordnet, wo Pfarrer Arno Kopisch der letzte deutsche Geistliche bis 1945 war. 
Bereits vor 1557 hatte Buslar zum „Kaspel Wusterbarth“ gehört, bevor es Bad Polzin zugeordnet wurde.
Es gehörte bis 1945 zum Kirchenkreis Belgard in der Kirchenprovinz Pommern der Evangelischen Kirche der Altpreußischen Union. Seit 1945 liegt Buślary im Gebiet der Parafia (Parochie) Koszalin (Köslin) in der Diözese Pommern-Großpolen der polnischen Evangelisch-Augsburgischen Kirche.

### Dorfkirche
Ursprünglich besaß Buslar keine eigene Kirche. Kirchdorf war Wusterbarth. Im Jahr 1529 suchte der „Englische Schweiß“, eine heimtückische und zum schnellen Tod führende Krankheit, den Ort heim. Schnell errichteten die Buslarer eine eigene Kapelle.
Die Einführung der Reformation im Jahr 1545 brachte mancherlei Unstimmigkeiten, in deren Verlauf Klaus von Manteuffel einen silbernen Kelch, den er für die Kapelle gestiftet hatte, wieder zurücknahm.
Die heutige Dorfkirche ist ein schlichtes rechteckiges Fachwerkgebäude, das aus dem 18. Jahrhundert stammt. Ende des 19. Jahrhunderts wird sie „ohne baulichen Wert“ befunden, mit Ausstattungsgegenständen „von einfachster Art“. Die Glocken sollen die Jahreszahl 1500 bzw. 1622 getragen haben. 
Seit 1945 steht das Gotteshaus im Dienst der römisch-katholischen Kirche.

## Schule
Die einklassige Dorfschule wurde 1928 von 19 Mädchen und 27 Jungen besucht, die von Lehrer Rudolf Wenger unterrichtet wurden. Letzter deutscher Schulleiter vor 1945 war Edmund Tiede.